# Sankt Pauli kyrkogård
Sankt Pauli kyrkogård(ar) är tre begravningsplatser i Malmö:
Sankt Pauli norra kyrkogård anlades som Nya begravningsplatsen 1870, då den tidigare "Nya begravningsplatsen" (numera "Gamla begravningsplatsen") väster om Gustav Adolfs torg blivit för liten för den växande staden. Nordost om Pauli norra ligger en judisk begravningsplats (tidigare "Mosaiska begravningsplatsen", nu "inkorporerad" som kvarter 29 på Pauli norra), anlagd 1872 med ett judiskt kapell. I norra hörnet av Pauli norra ligger begravningsplatsernas första kapell (uppfört 1870), vilket numera används som administrationsbyggnad. Vid Pauli norras entré från Föreningsgatan står sedan 1958 statyn "Ängel och fåglar" av Axel Wallenberg.
Sankt Pauli mellersta kyrkogård anlades som Nyaste begravningsplatsen 1890 och utökades 1909 med det område som upptagits av barnhemmet Annelund På Pauli mellersta finns det i nutiden använda begravningskapellet (uppfört 1890, arkitekt Salomon Sörensen, senare ombyggnad Bror Thornberg) och mittemot detta minneslunden (anlagd 1973). I minneslundens västra hörn finns vattenkonstverket "Årstiderna" av Thure Thörn. Nordost om vägen genom Annelund, från huvudentrén vid S:t Knuts väg till kapellet, står sedan 1988 "Ängeln S:t Mikael" av Carl Johan Dyfverman
Sankt Pauli södra kyrkogård tillkom 1904 som Allra nyaste begravningsplatsen.
Kyrkogårdarna fick sina nuvarande namn 1923.
År 2016 var antalet upplåtna gravrätter på de tre begravningsplatserna 5 784.

## Galleri

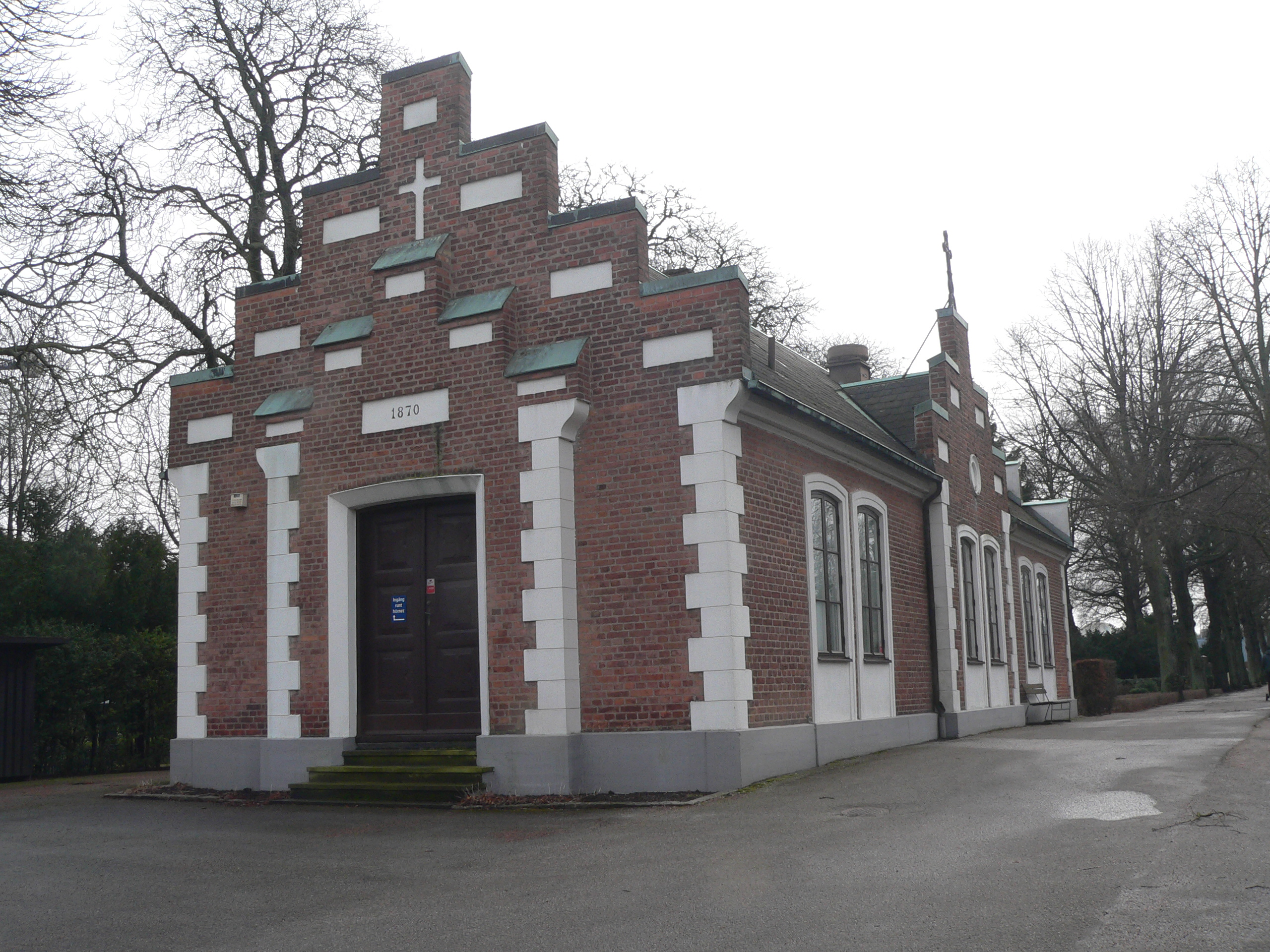
Det tidigare kapellet på norra kyrkogården är nu administrationsbyggnad.
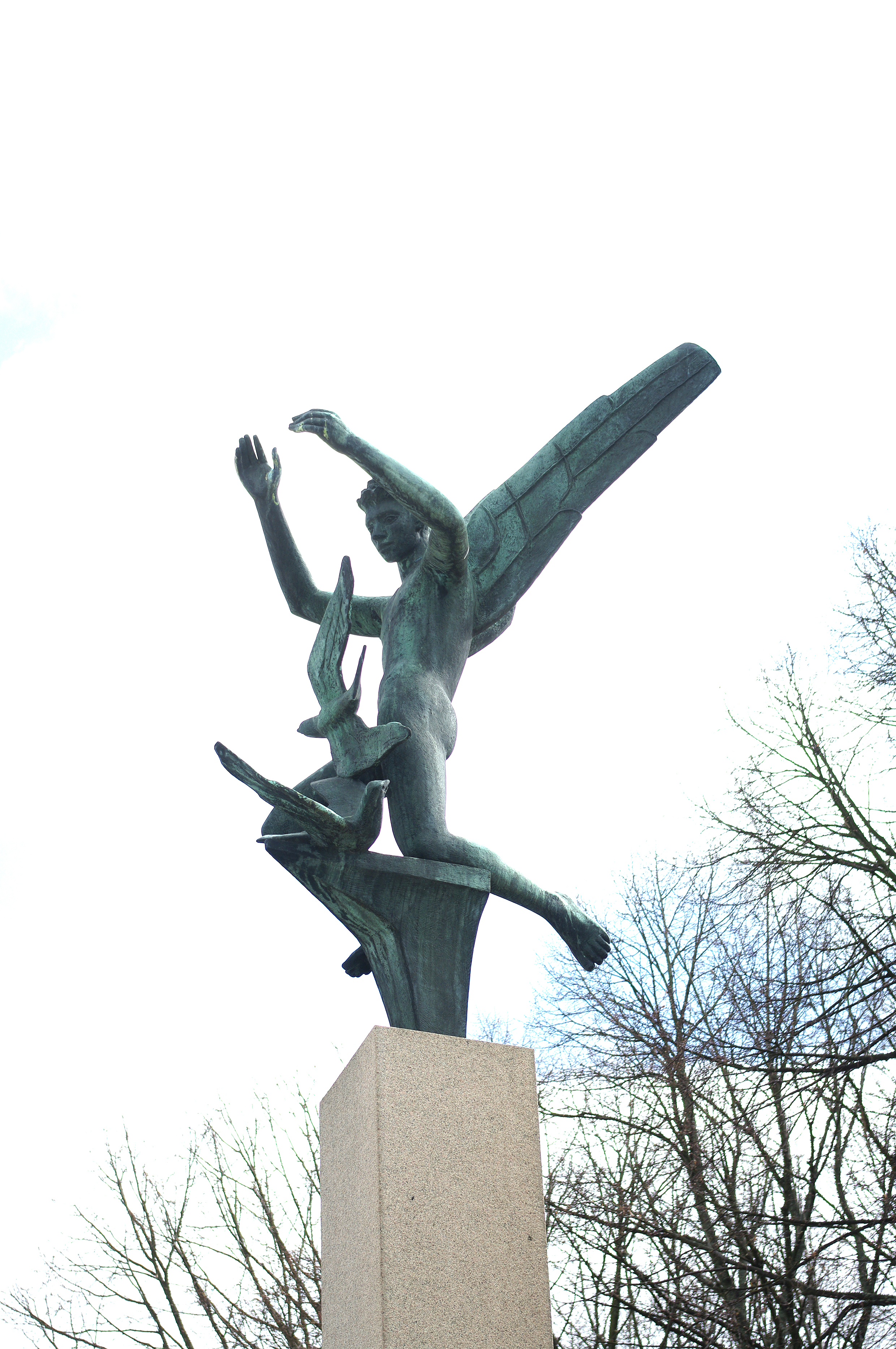
Ängel och fåglar av Axel Wallenberg på Pauli norra.
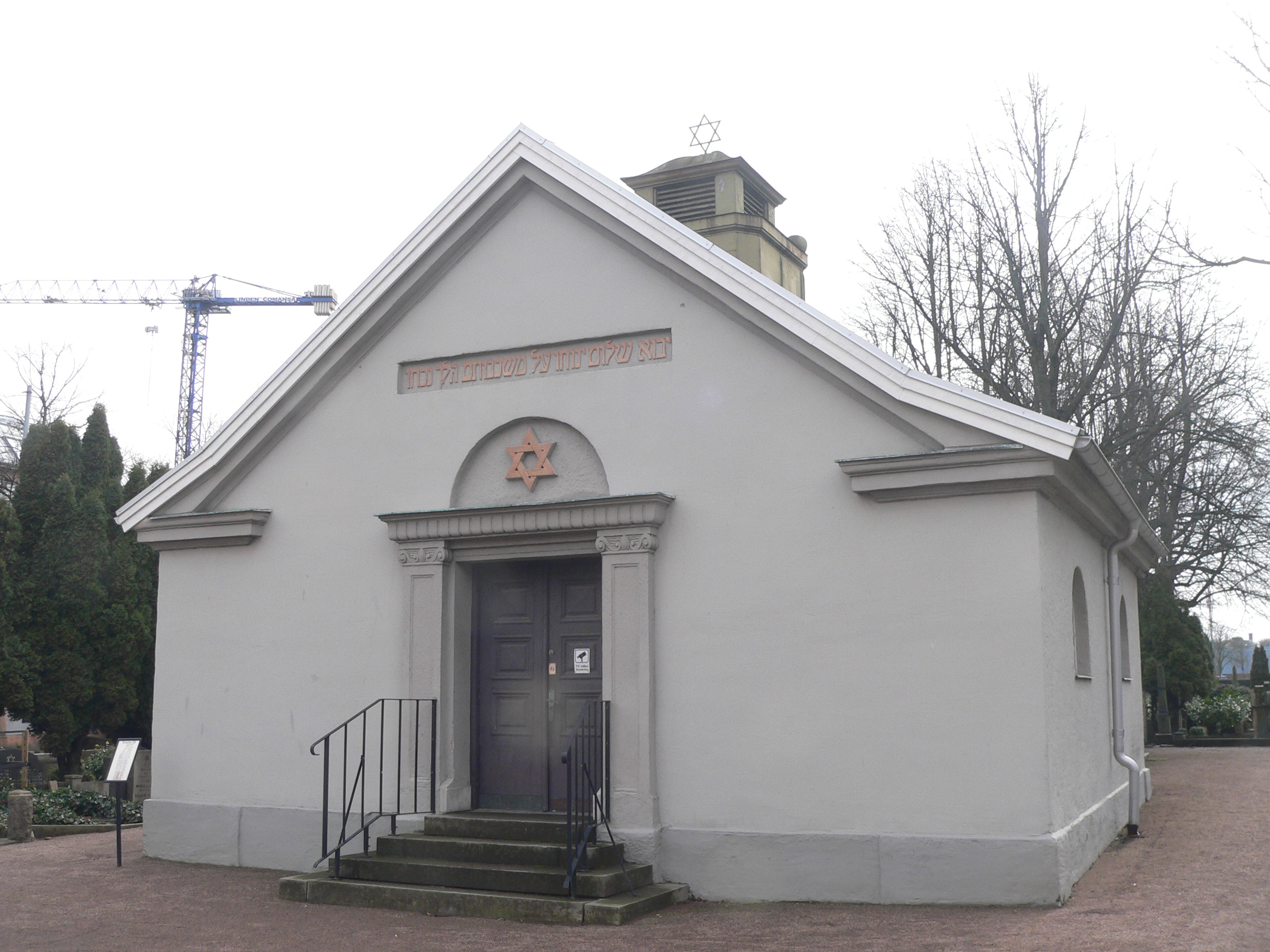
Kapellet på den judiska begravningsplatsen.
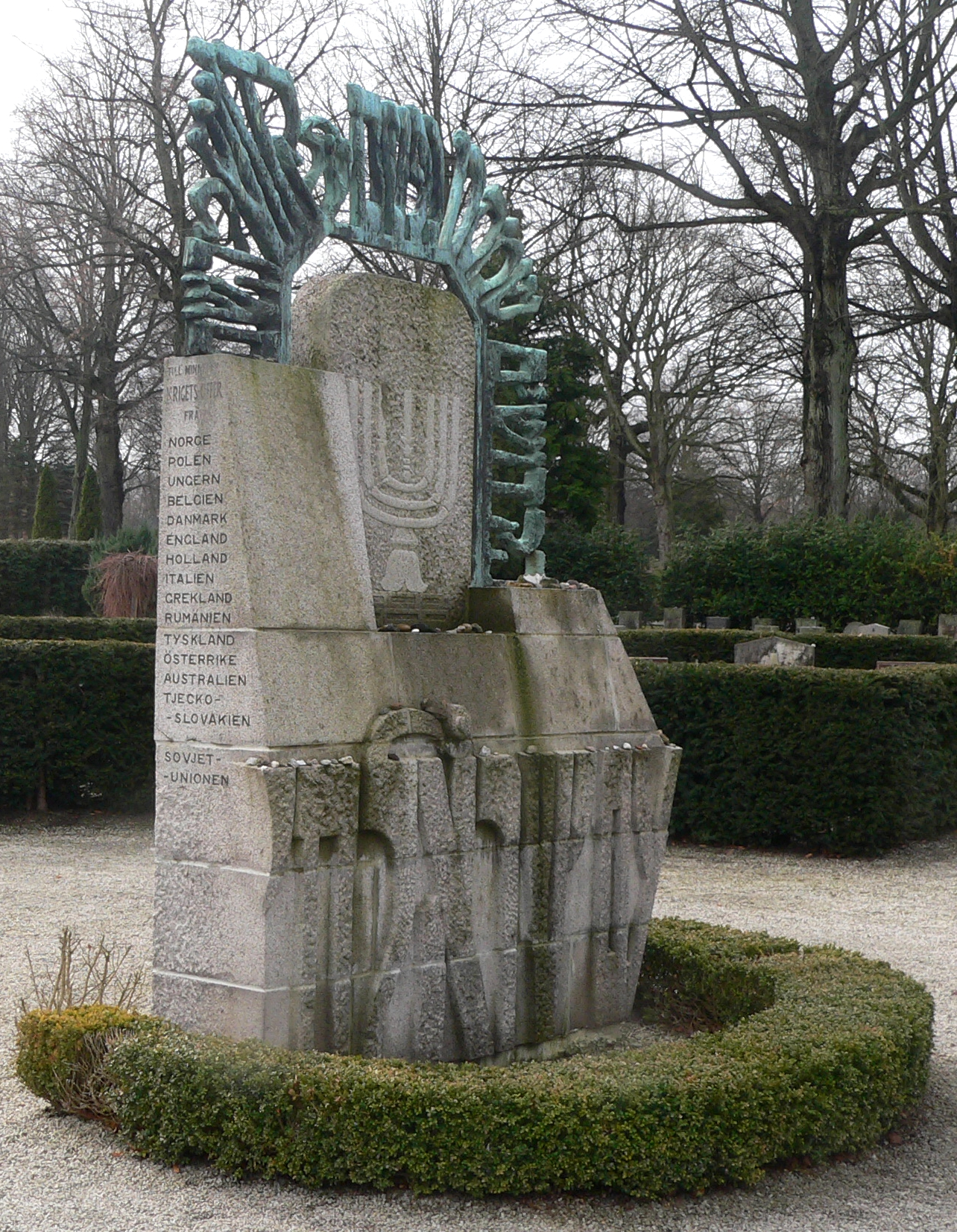
Minnesmärke över offer under andra världskriget av Willy Gordon på den judiska begravningsplatsen uppfört 1949.
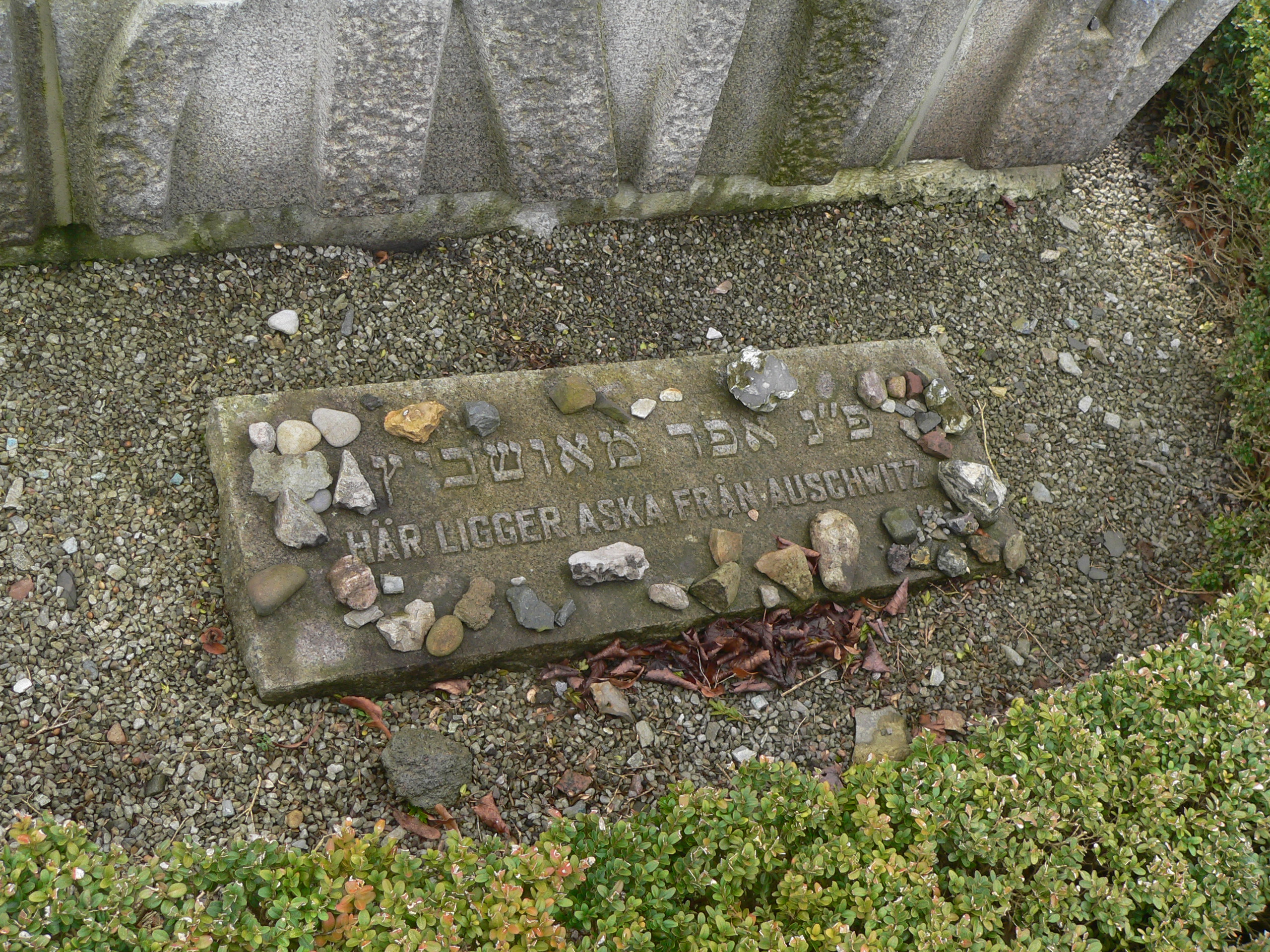
Platta vid foten av minnesmärket under vilket askan från offer i Auschwitz begravts. Småstenarna är ditlagda av besökare.
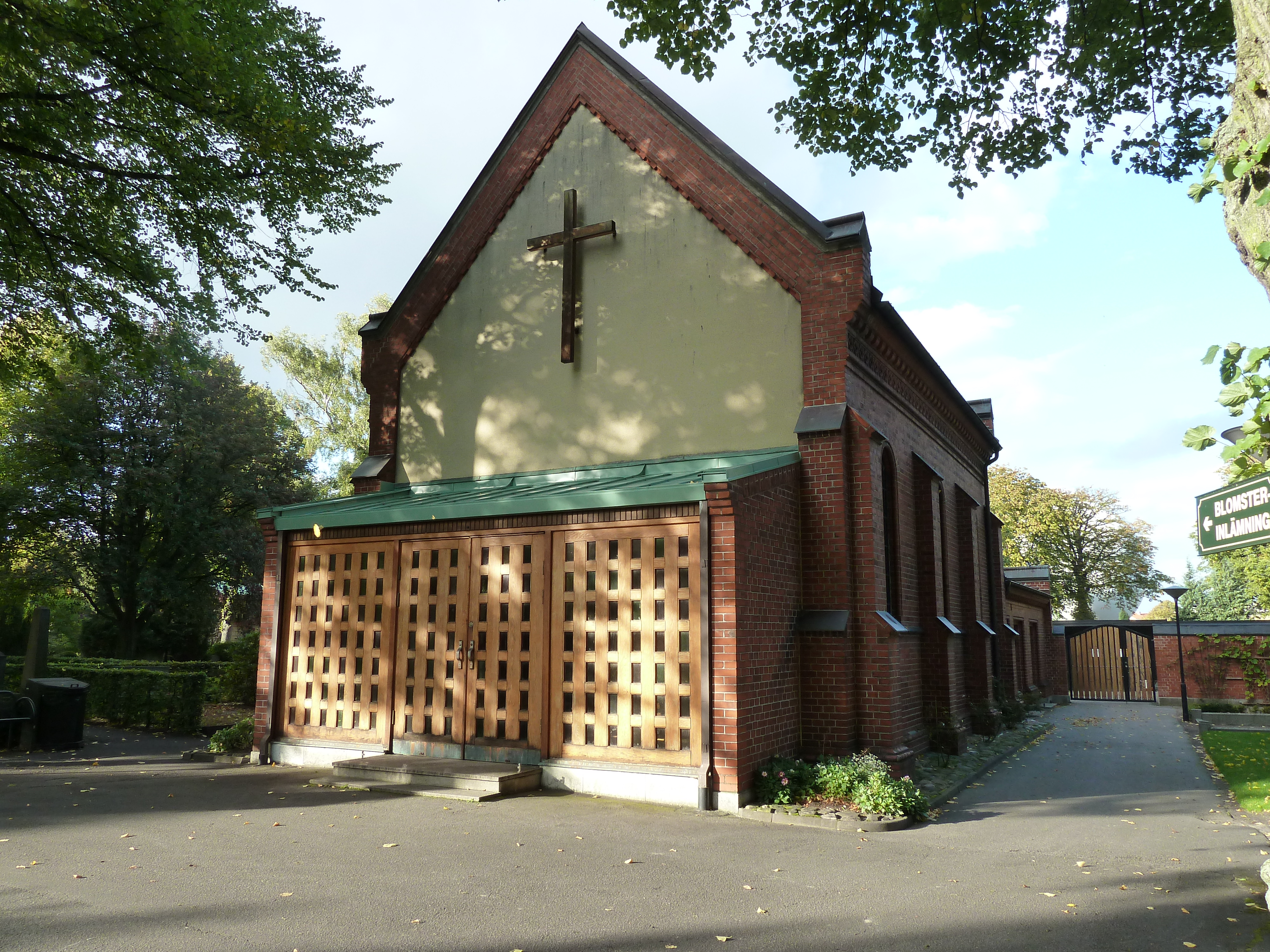
Gravkapellet på mellersta kyrkogården.
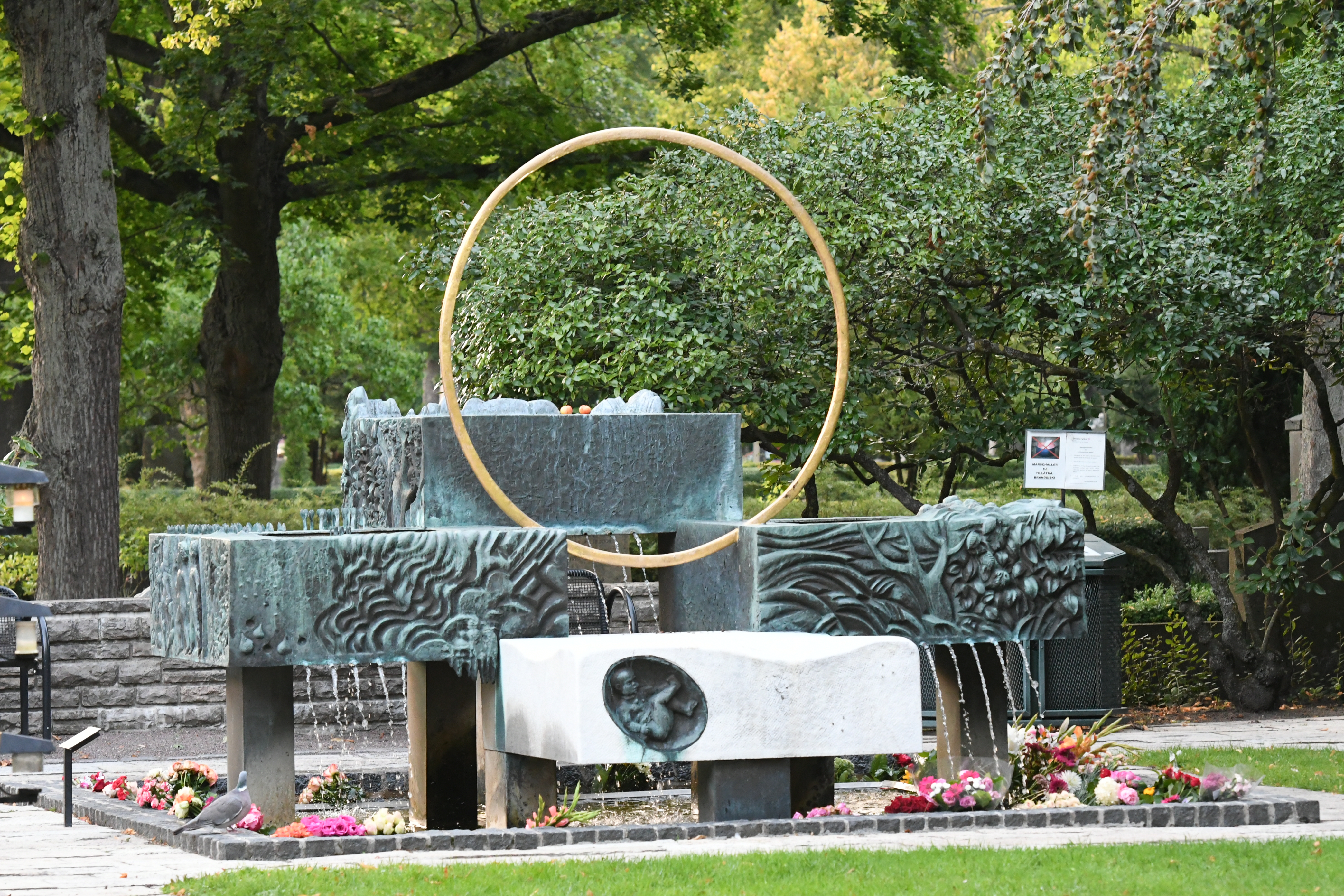
Årstiderna av Thure Thörn i minneslunden på Pauli mellersta.
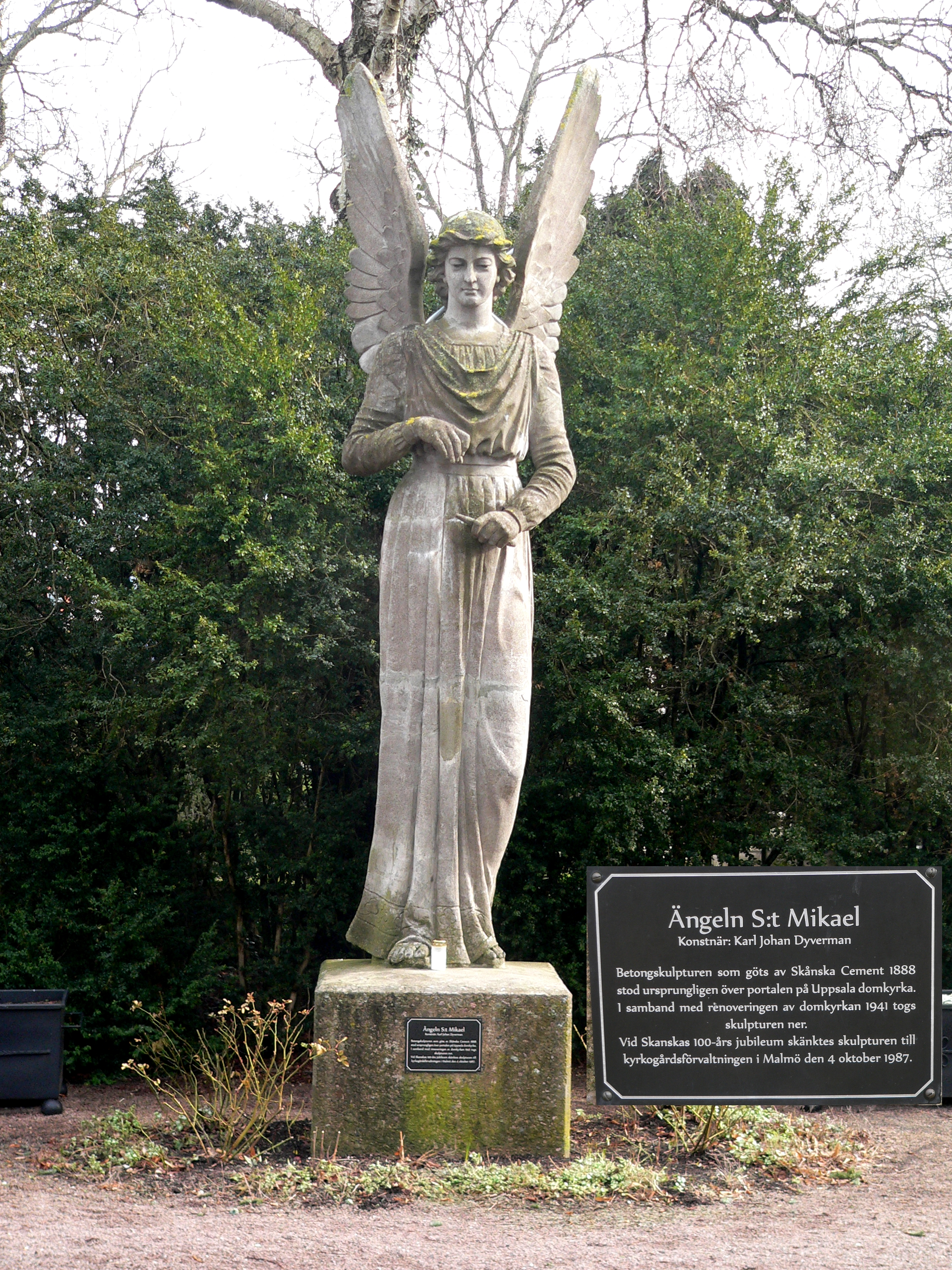
Ängeln S:t Mikael i Annelund på mellersta kyrkogården. Denna betongskulptur, gjuten 1888, stod fram till 1941 över huvudportalen på Uppsala domkyrka.
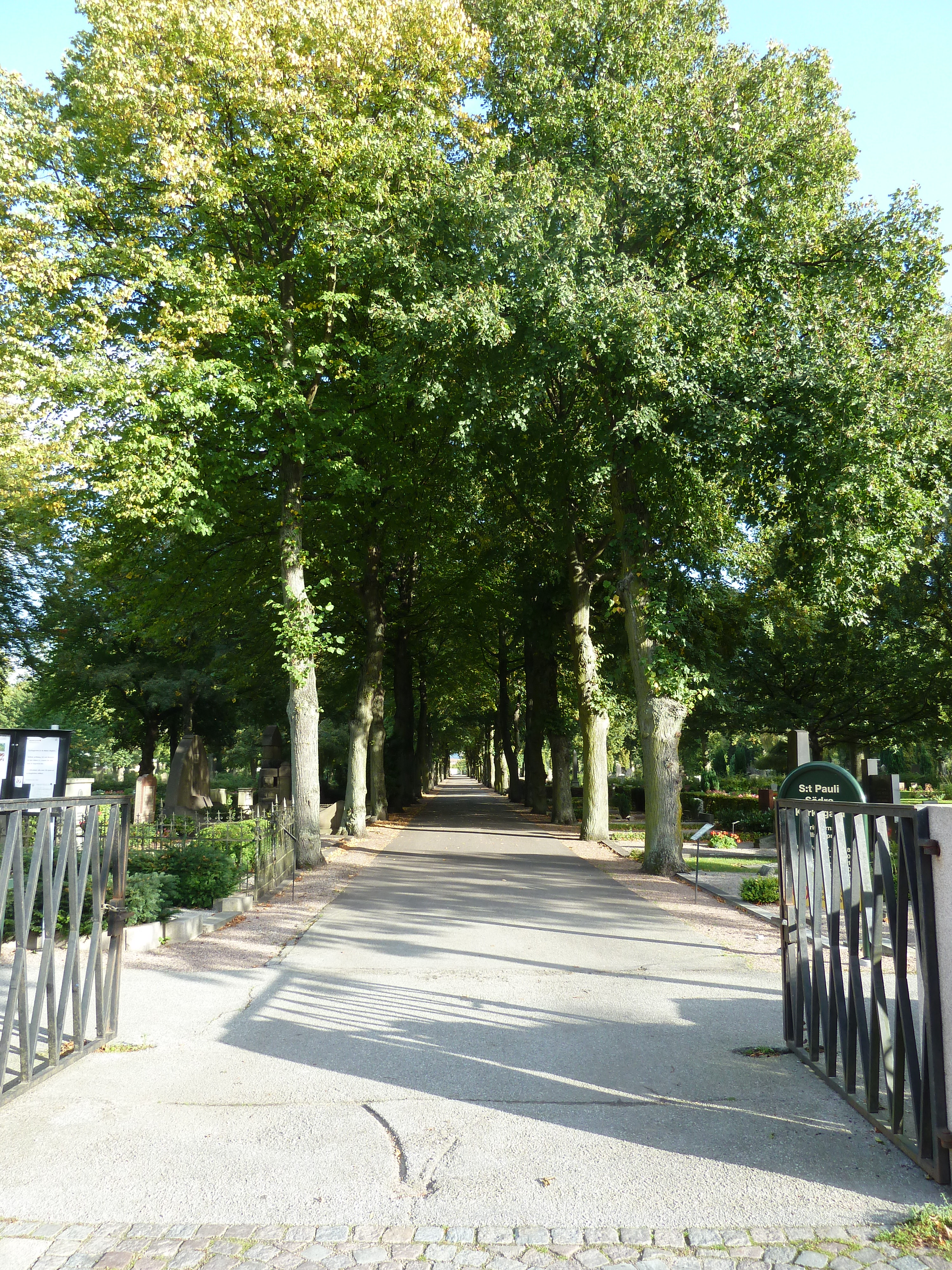
Södra kyrkogården sedd från entrén vid Nobelvägen.